# Welcome to the Punch
Pour plus de détails, voir Fiche technique et Distribution.
Welcome to the Punch ou Punch 119 au Québec est un film policier britannique écrit et réalisé par Eran Creevy sorti en 2013.

## Synopsis
Un policier et le gangster qu'il traque sont contraints de faire équipe.

## Fiche technique
- Titre : Welcome to the Punch
- Titre québécois : Punch 119
- Réalisation : Eran Creevy
- Scénario : Eran Creevy
- Direction artistique : Crispian Sallis
- Décors : Hauke Richter
- Costumes : Natalie Ward
- Montage : Chris Gill
- Musique : Harry Escott
- Photographie : Ed Wild
- Son : Joakim Sundström
- Production : Rory Aitken, Brian Kavanaugh-Jones et Ben Pugh
- Sociétés de production : Automatik Entertainment, Between The Eyes, Scott Free Productions et Worldview Entertainment
- Sociétés de distribution :  Momentum Pictures (en) /  IFC Films
- Budget :
- Pays d’origine :  Royaume-Uni
- Langue originale : anglais
- Format : couleur - 35 mm - 2,35:1 - son Dolby numérique
- Genre : Film policier
- Durée : 95 minutes
- Dates de sortie : 
  -  Royaume-Uni,  Irlande : 15 mars 2013
  -  France : 1er août 2013 (sortie directement en vidéo)

## Distribution
- James McAvoy (VFB : Bruno Mullenaerts ; VQ : Nicolas Charbonneaux-Collombet) : Max Lewinsky
- Mark Strong (VFB : Robert Guilmard ; VQ : Marc-André Bélanger) : Jacob Sternwood
- Andrea Riseborough (VFB : Maïa Baran ; VQ : Éveline Gélinas) : Sarah Hawks
- Johnny Harris (VFB : Jean-Michel Vovk ; VQ : Frédéric Desager) : Dean Warns
- Daniel Mays (VFB : Antoni Lo Presti ; VQ : Tristan Harvey): Nathan Bartnick
- David Morrissey (VFB : Renaud Cagna ; VQ : Daniel Picard) : Thomas Geiger
- Peter Mullan (VFB : Michel de Warzée ; VQ : Manuel Tadros) : Roy Edwards
- Natasha Little (VFB : Monia Douieb ; VQ : Catherine Hamann) : Jane Badham
- Daniel Kaluuya (VFB : Arnaud Crèvecœur ; VQ : Gabriel Lessard) : Juka
- Ruth Sheen (VFB : Nicole Val) : Iris Warns
- Jason Flemyng : Harvey Crown

Sources et légendes : Version francophone belge (VFB) sur le carton du doublage français du DVD zone 2 ; Version québécoise (V. Q.) sur Doublage.qc.ca

## Distinctions

### Récompenses
- London Film Critics Circle Awards 2014 : acteur britannique de l'année pour James McAvoy (ainsi que pour Filth et Trance)